# Giselle Palmer
Giselle Palmer (Houston, Texas; 7 de febrero de 1995) es una actriz pornográfica, modelo erótica y camgirl estadounidense.

## Biografía
Nació en Houston, en el estado de Texas, en febrero de 1995, si bien creció en la capital, Austin. Se graduó en la Universidad con un título en matemática computacional. En esta etapa comenzó a realizar pequeños trabajos como camgirl.
Tras terminar la carrera, a comienzos de 2017 decidió trasladarse hasta Las Vegas para entrar en contacto con la industria cinematográfica en la AVN Adult Entertainment Expo. Contactó con Naughty America, que la ofreció su primera escena días antes de cumplir los 22 años, titulada  Gettin' Wet on a Rainy Day, de temática de realidad virtual.
Poco después se trasladó a Los Ángeles, donde entró a formar parte de la agencia de talentos Splieger Girls.
Como actriz ha trabajado para estudios como Girlfriends Films, Blacked, Tushy, Vixen, Reality Kings, Digital Playground, Pure Taboo, Mofos, Wicked Pictures, Burning Angel, Hard X, Girlsway, Deeper, Elegant Angel, New Sensations o Evil Angel.
Grabó su primera escena de sexo anal para la película Anal Hotties 3. Mientras tuvo su primera escena de sexo interracial en Look Outside.
En 2018 fue nominada en los Premios AVN y XBIZ en las categorías de Mejor actriz revelación.
En febrero de 2018 fue elegida Pet of the Month de la revista Penthouse.
Ha rodado más de 260 películas como actriz.
Otros de sus trabajos destacados son Anal Cream Pies 2, Body To Body 5, Call Girl, Deep In That Ass 4, Hotwife Bound 3, Manuel's Fucking POV 8, New Anal Recruits 3, She Likes It Rough, XXX Rub Down 2 o Yoga Girls 4.

## Premios y nominaciones
| Año  | Ceremonia    | Resultado | Premio                                        | Trabajo                      |
| ---- | ------------ | --------- | --------------------------------------------- | ---------------------------- |
| 2018 | Premios AVN  | Nominada  | Mejor actriz revelación                       | —                            |
| 2018 | Premios AVN  | Nominada  | Premio fan: Debutante más caliente            | —                            |
| 2018 | Premios XBIZ | Nominada  | Mejor actriz revelación                       | —                            |
| 2019 | Premios XBIZ | Nominada  | Mejor escena de sexo en película protagonista | Girls With Guns              |
| 2021 | Premios AVN  | Nominada  | Mejor escena de sexo lésbico en grupo         | Lesbian Squirting Gangbang 2 |
| 2021 | Premios XBIZ | Nominada  | Mejor escena de sexo en película gonzo        | Hardcore Threesomes 4        |